# Globulin gamma

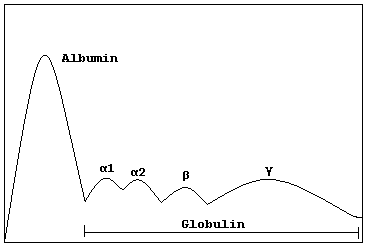
Sơ đồ biểu diễn của gel điện di protein

Globulin gamma là một nhóm globulin, được xác định bởi vị trí của chúng sau khi điện di protein huyết thanh. Các globulin gamma quan trọng nhất là globulin miễn dịch (kháng thể), mặc dù một số globulin miễn dịch không phải là globulin gamma, và một số globulin gamma không phải là globulin miễn dịch. Gobluin có trong huyết thanh được tạo thành để chống lại kháng nguyên tạo ra nó còn gọi là kháng thể .

## Dùng làm thuốc chữa bệnh
Thuốc tiêm globulin gamma thường được tiêm cho người bệnh trong một nỗ lực để tạm thời tăng cường khả năng miễn dịch của bệnh nhân chống lại bệnh tật. Là một sản phẩm có nguồn gốc từ tủy xương và tế bào tuyến bạch huyết, tiêm gamma globulin, cùng với truyền máu và sử dụng thuốc tiêm tĩnh mạch, có thể truyền viêm gan C cho người nhận. Sau khi viêm gan C được xác định vào năm 1989, các ngân hàng máu bắt đầu sàng lọc tất cả những người hiến máu để phát hiện virus trong máu của họ. Tuy nhiên, vì viêm gan C được biết là đã có mặt từ ít nhất là những năm 1940, một mũi tiêm gamma globulin nhận được trước đầu những năm 1990 khiến người nhận có nguy cơ bị nhiễm bệnh này.
Tiêm globulin gamma thường được sử dụng nhất cho những bệnh nhân đã tiếp xúc với viêm gan A hoặc sởi, hoặc để làm cho người hiến thận và người nhận tương thích bất kể nhóm máu hoặc mô phù hợp. Tiêm cũng được sử dụng để tăng cường khả năng miễn dịch ở những bệnh nhân không thể sản xuất globulin gamma một cách tự nhiên do thiếu hụt miễn dịch, chẳng hạn như agammaglobulinemia liên kết X và hội chứng IgM tăng. Việc tiêm như vậy ít phổ biến hơn trong thực hành y tế hiện đại so với trước đây và việc tiêm gamma globulin được khuyến nghị trước đây cho khách du lịch phần lớn đã được thay thế bằng việc sử dụng vắc-xin viêm gan A. 